# それいけミミゾー
それいけミミゾーは、東北放送（TBCラジオ）で毎週土曜日の日中に放送していた宮城県ローカルの生ワイド番組である。

## パーソナリティ
- 石川太郎（TBCアナウンサー）
  - 2011年4月よりNスタみやぎキャスターになったため唯一のラジオでのレギュラーとなる。
  - 2011年5月 - 2012年3月までの土曜日に月1回生放送のTBCテレビ『TBCルポルタージュ』があり、2番組掛け持ちとなった。
- 金ヶ崎伸子（隔週）
- 佐藤育美（隔週）
- 長田洋子（ラジオカー、2019年9月7日から）

## 過去の出演者
- 宝井琴柳（ラジオカー、- 2011年秋）
- なべくらみほ（ラジオカー、2010年秋 - 2012年春）
- 須口まき（ラジオカー、2010年秋 - 2012年春）
- ムーディ勝山（ラジオカー、2012年4月 - 2019年6月22日）

## 放送時間
- 毎週土曜日 10:00 - 13:55（基本時間）

13:00プレーボールの場合に13:00までの放送の場合がある。また2013年プロ野球シーズンまではTBCパワフルベースボールがあるために13:55までの放送だった。

## 概要
毎週テーマを決めてリスナーからの電話、FAX、Eメールで語り合う番組である。宮城県内でイベント（特に東北放送が企画に係わっているもの）が開催される場合、その会場からの公開生放送が行われることがある。
2000年10月より放送開始。当時は10:00 - 14:00までの放送だったが、2005年4月 - 2014年3月はTBCパワフルベースボールの放送が開始したために10:30 - 14:30までの放送となった。2014年4月より9年ぶりに10:00スタートに戻った。
2020年3月をもって19年6ヶ月にわたって放送した番組が終了。

## コーナー

### 終了時
- ミミゾーお料理の時間
- ミミゾーこども倶楽部 クイズひよこの時間
- 伸子の夜空のムコウ〜クダまきませんから〜
- 育美の子育て日記
- ラジオカーリポート
- 河北新報ニュース（10:05、11:00、12:00、13:00）
- 天気予報（11:06、12:12頃） - 11時台の天気予報はTBC気象台星野誠の生解説付きである（2012年10月から、ウォッチン!プラス 絆みやぎが1時間に拡大に伴い土曜も星野（2014年3月までは尾崎尚之）が出演し、ミミゾーにも星野が出演するようになった。）。
- TBC交通情報（12:15、13:06頃）
- 交通指導取締情報（12:18頃）
- ラジオ県民だより（10:35頃）- 宮城県からのお知らせ

### 過去
- チアーズヴォイス（12:45 - 13:00、 - 2014年9月まで）
- みんなの元気メッセージJAみどりのネットワーク